# WSOF 21
WSOF 21: Palmer vs. Horodecki foi um evento de artes marciais mistas promovido pelo World Series of Fighting, ocorrido em 5 de junho de 2015 no Edmonton Expo Centre em Edmonton, Alberta, Canadá. O evento foi transmitido ao vivo na NBC Sports Network nos EUA e na Fight Network no Canadá.

## Background
O evento principal era originalmente esperado para ser a luta entre os médios Yushin Okami e Campeão Meio Médio Canadense do WSOF Ryan Ford. No entanto, Ford foi forçado a se retirar da luta devido a uma lesão e Okami também foi retirado.
A luta principal então mudou para a luta pelo Cinturão Peso Pena do WSOF entre o campeão Lance Palmer e o veterano do WEC & Bellator MMA Chris Horodecki.
O co-evento principal contou com a luta pelo Cinturão Peso Pesado do WSOF entre o campeão Smealinho Rama e o veterano do Bellator MMA Blagoy Ivanov.

## Resultados
1 Pelo Cinturão Peso Pena do WSOF.

2 Pelo Cinturão Peso Pesado do WSOF.

## Ligações Externas
1. ↑  Nota 1
2. ↑  Nota 2